# Tranvía de Bilbao
El tranvía de Bilbao, servicio de Euskotren Tranbia, es un medio de transporte público urbano de la villa de Bilbao, capital del territorio histórico vasco de Vizcaya, España. En funcionamiento desde 2002, parte de la estación de Bolueta y llega al apeadero de La Casilla, realizados mediante trenes ligeros, abarcando en su trayecto 16 paradas más, mediante las cuales se unen varios barrios y zonas de la ciudad. Cuenta con una sola línea, catalogada por su operador como TR.
Su trazado discurre por los distritos de Begoña, Ibaiondo, Abando y Basurto-Zorroza, dando servicio a diferentes zonas de gran interés cultural y de servicios, como el Casco Viejo, el Mercado de la Ribera, el Teatro Arriaga, la estación de Abando Indalecio Prieto, el Museo Guggenheim Bilbao, la Universidad de Deusto,  el Palacio Euskalduna, el Estadio de San Mamés, la Escuela de Ingeniería de Bilbao (UPV/EHU), o el Hospital de Basurto.

## Historia
La marca EuskoTran, dependiente de Eusko Trenbideak, nació para gestionar el nuevo tranvía de Bilbao. El proyecto surgió para mejorar la red ferroviaria bilbaína, promovido por el Departamento de Transportes y Obras Públicas del Gobierno Vasco. Tras casi 15 años de estudios y análisis, se contempló la implantación en Bilbao de un "metro ligero", o tranvía urbano, que diera servicio a las zonas insuficientemente atendidas por la red de metro y por la recientemente abierta Variante Sur Ferroviaria (2001) de Renfe Cercanías.

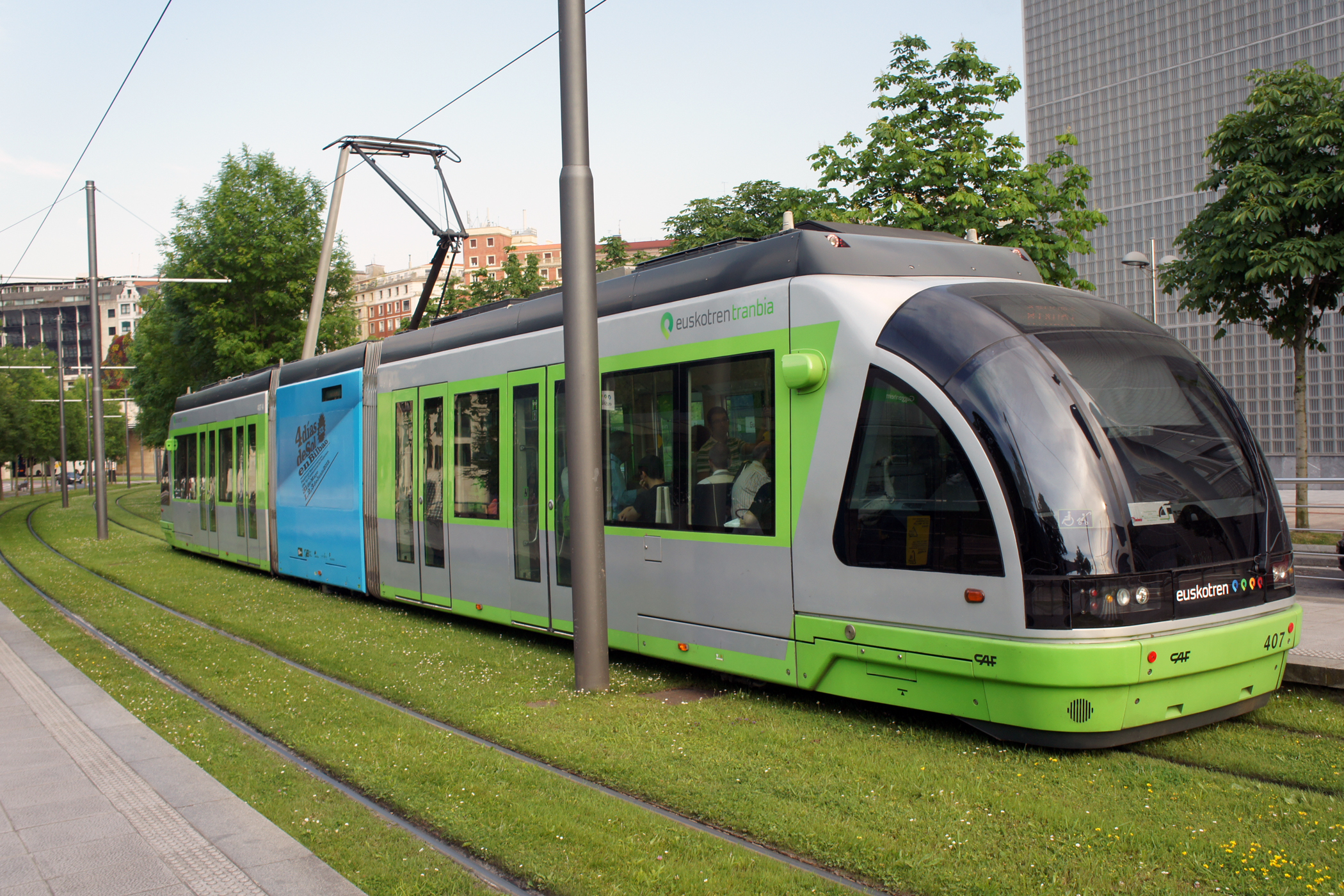
Tranvía de Bilbao a su paso por la Biblioteca de la Universidad de Deusto.

El 27 de mayo de 1999 se iniciaron las obras del tranvía, y el 18 de diciembre de 2002, el lehendakari Juan José Ibarretxe inauguró la denominada Línea A, en lo que fue su primera fase, entre la estación de Atxuri y la de Uribitarte, con seis paradas.
El 30 de abril de 2003 la línea se amplió con la parada de Guggenheim. El 24 de julio del mismo año entraron en funcionamiento cuatro paradas más, correspondientes al tramo Guggenheim - San Mamés. En el año 2004 se inauguró la parada de Basurto.
El 25 de enero de 2008 se hacía público que las obras de ampliación a la calle Autonomía, la plaza de La Casilla y la plaza de Recalde salían a concurso con un presupuesto de 7,4 millones, con un plazo de ejecución de 18 meses desde su inicio, aunque con el cambio de gobierno en el País Vasco se paralizó el proyecto.
El 7 de julio de 2010 se puso la primera piedra de la ampliación a la calle Autonomía y la plaza de La Casilla con un nuevo itinerario que descartaba la prolongación de la línea a Recalde. El nuevo tramo, con dos estaciones, entró en servicio el 25 de abril de 2012, con las nuevas paradas de Basurto y La Casilla, y cambiando el nombre de la anterior estación de Basurto por Ospitalea/Hospital.
El 27 de abril de 2019 se informó de que el tranvía de Bilbao se preparaba para poder operar con unidades más largas.
El 21 de junio de 2021 se puso en servicio la primera de las tres nuevas unidades de mayor capacidad. Estas nuevas unidades, del modelo Urbos 2 de 5 módulos (serie 500), son transferidas desde el Tranvía de Vitoria.
El 25 de marzo de 2022 se puso en servicio la ampliación desde Atxuri hasta Bolueta, aprovechando las vías de Euskotren que habían quedado sin servicio por la apertura de la línea 3 de metro. De este modo, se añadieron 2,3 km de recorrido y 2 nuevas paradas, la previamente existente en Bolueta, debidamente adaptada al uso tranviario y una intermedia de nueva ejecución junto a la ikastola Abusu, dando servicio al barrio del mismo nombre a través del puente de Santa Isabel.
En verano de 2022 se inició la tramitación para crear una nueva parada entre Atxuri y Abusu que contará con un ascensor con paradas en el paseo de los Caños y en la avenida Miraflores (intersección con Indalecio Prieto) para dar servicio a la zona de la Mina del Morro en Santutxu, y además contará con un paseo junto a la ría del Nervión para conectar con la pasarela peatonal existente bajo el viaducto de Miraflores (pasarela Ibai Eder), para dar servicio a La Peña y Zamakola.

## Material rodante
El material rodante del tranvía de Bilbao está compuesto por ocho unidades del tranvía Urbos 1 (serie 400) de CAF y dos unidades del tranvía Urbos 2 (serie 500) de CAF.

## Ampliaciones

### Autonomía

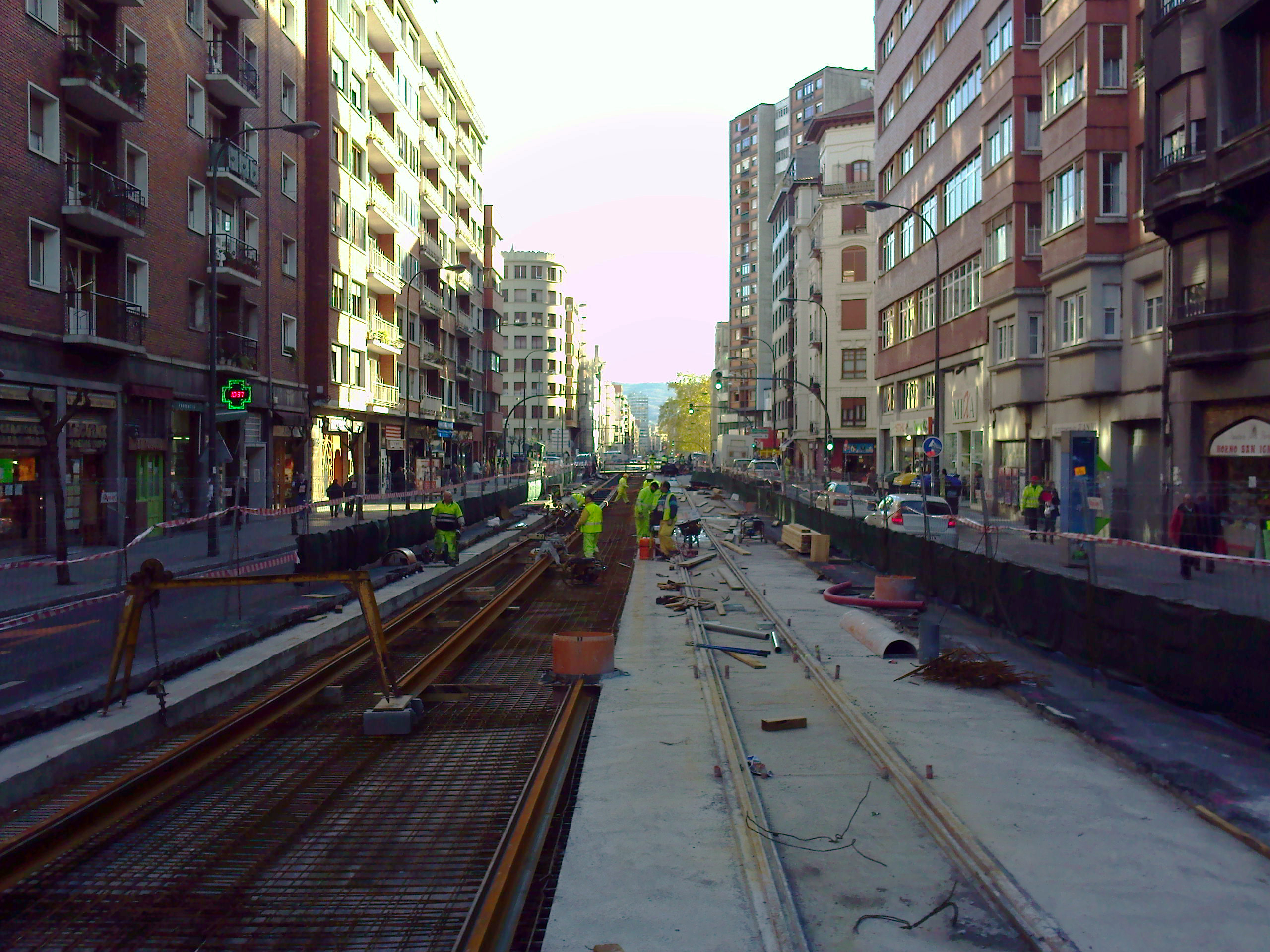
La línea en construcción en la calle Autonomía, noviembre de 2010.

Euskotren proyectó la prolongación de un ramal del tranvía a la calle de Autonomía y el barrio de Recalde, pero debido al cambio de Gobierno Vasco en 2009, se decidió finalmente modificar el proyecto de ampliación, que había suscitado el rechazo de parte de varios vecinos de Recalde, que únicamente querían una línea de metro en lugar de tranvía y metro. Tras llevar a cabo la ampliación desde el Hospital de Basurto hasta la plaza de La Casilla en el año 2012, el tranvía continuará en un futuro por la calle Hurtado de Amézaga para cerrar el anillo tranviario en Abando.

### Etxebarri
Con el cambio de estación terminal de los trenes de Euskotren Trena de Atxuri al Casco Viejo que tuvo lugar en 2019, la estación de Atxuri solo da servicio al tranvía, y este se prolongará hasta llegar a la estación de Kukullaga, conectándose con las líneas E3 y L3 (metro de Bilbao) mediante el trazado existente. El 25 de marzo de 2022, se inauguró el trazado hasta Bolueta añadiendo la nueva Estación de Abusu y anunciando la futura Estación de Los Caños a la altura de Miraflores, con el fin de atender a los habitantes de Mina del Morro y La Peña.
La extensión hasta Etxebarri coincidirá con el cierre del anillo tranviario por Autonomía, Zabálburu y Hurtado de Amézaga, con lo que el tranvía de Bilbao pasará de ser una línea única a ser una línea circular con ramales.
El 30 de julio de 2021 se notificó que las obras de adaptación del trazado ferroviario desde Atxuri hacia Bolueta cumplían los plazos con tres paradas, una nueva y dos reformadas, ya visibles, inaugurándose posteriormente el tranvía a Bolueta el 25 de marzo de 2022.

### Zorrotzaurre
El 10 de diciembre de 2012, se dio a conocer que con la regeneración de Zorrotzaurre, que comenzó en 2010, se pretendía llevar el tranvía hasta la isla, valiéndose del puente Euskalduna, con lo que se ampliaba así la línea, inicialmente con un total de cuatro nuevas paradas.
El 13 de febrero de 2021 se informó que el Ayuntamiento de Bilbao y el Gobierno Vasco acordaron el paso desde Olabeaga por un nuevo puente, creando una ruta alternativa hasta construir la avenida principal de la isla. Tendrá ya cinco paradas y se invertirán 40 millones en un trazado de 2,5 kilómetros, cuyas obras arrancarían en 2025. El proyecto no estuvo exento de rechazo.
El 21 de octubre de 2022, el Estudio Informativo confirmó el trazado ya adelantado por el Gobierno vasco, que fijó el inicio de obras «para finales de 2024». El tranvía a Zorrozaurre costará 42 millones y entrará por un puente desde Olabeaga, imitando el trazado en ‘y’ del Metro de Bilbao.

## Curiosidades

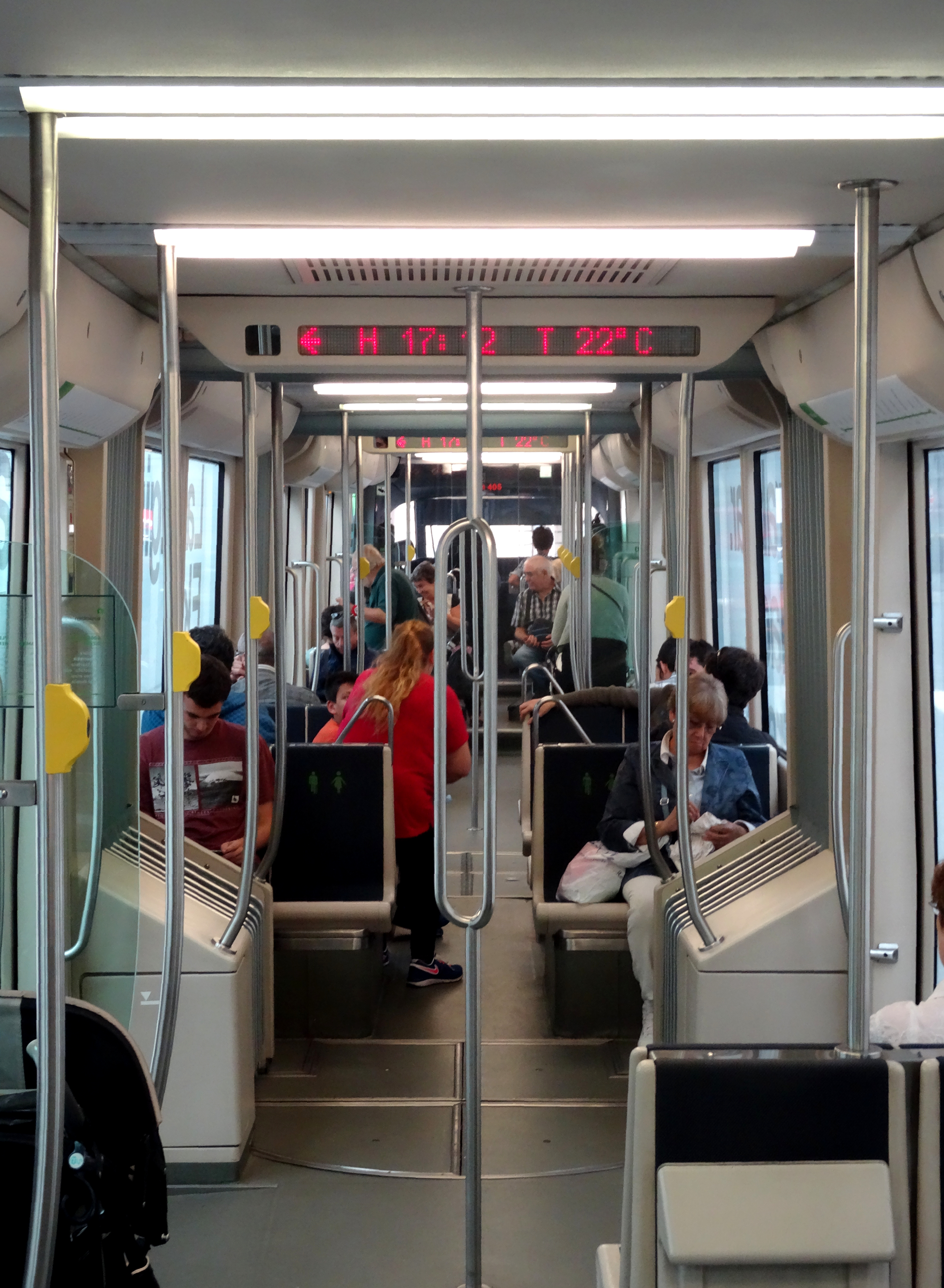
Interior de una unidad.

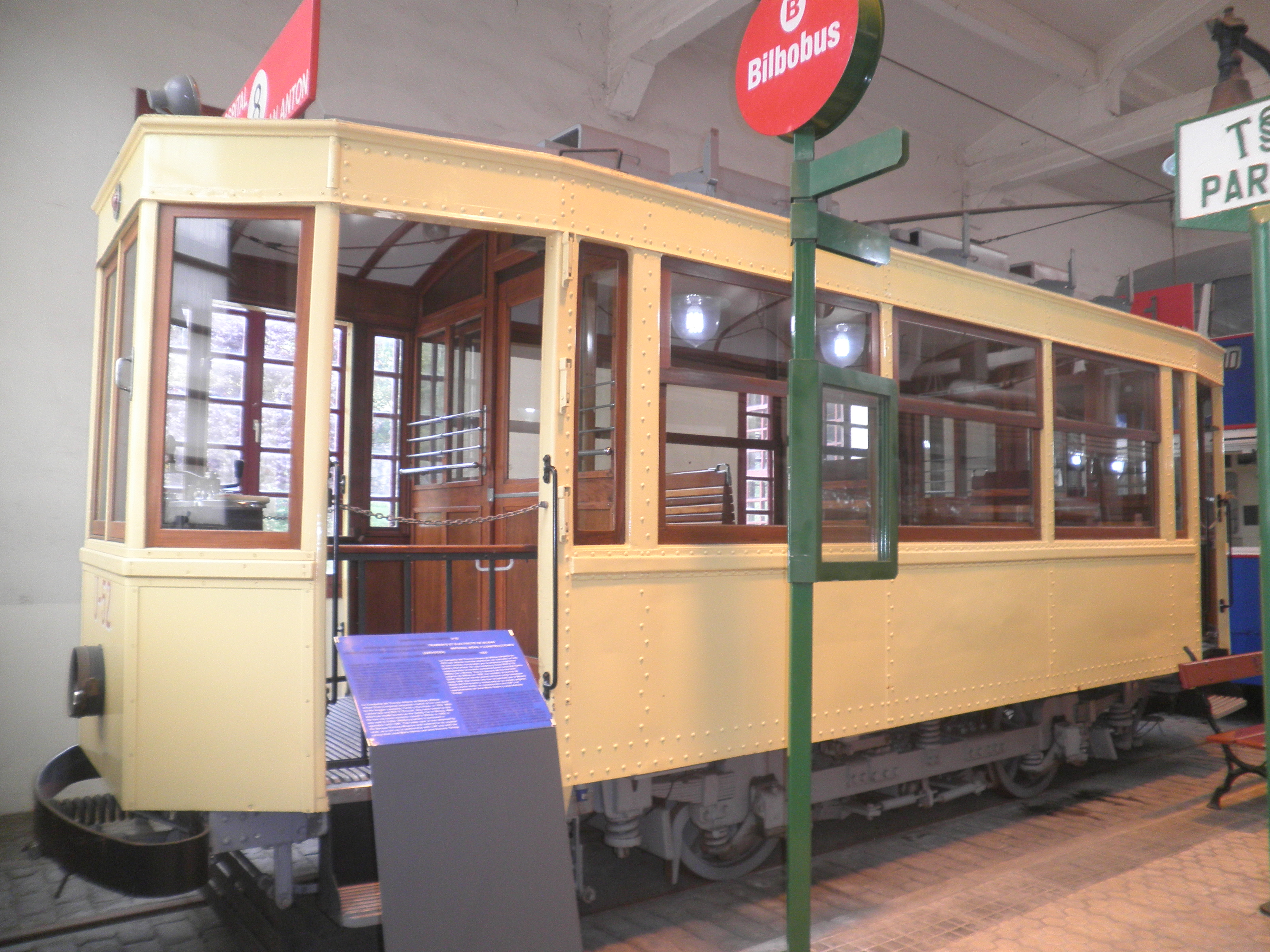
Vista del antiguo Tranvía de Bilbao en las dependencias del Museo Vasco del Ferrocarril en Azpeitia (Guipúzcoa)

En agosto de 2007 se trasladó hasta Bilbao el antiguo tranvía bilbaíno U52, preservado en el Museo Vasco del Ferrocarril de Azpeitia. El tranvía U52 fue construido en 1932 por la factoría Carde y Escoriaza de Zaragoza y sirvió en el tranvía de Bilbao hasta 1955 (desde la iglesia de San Antón hasta el hospital de Basurto a través de Bilbao La Vieja y Autonomía). Tras ser vendido al tranvía de Sóller (Islas Baleares), en 1999, con el patrocinio de BBK y Euskaltel, se volvió a adquirir para su restauración y exhibición. La visita del viejo tranvía se debió a la filmación de la película Un tranvía en SP, basada en la novela homónima escrita por Unai Elorriaga.